# Madaïn Sàlih
Madaïn Sàlih (àrab: مدائن صالح, Madāʾin Ṣāliḥ, literalment ‘les ciutats de[l profeta] Sàlih’), antigament anomenada al-Hijr (àrab: الحجر, al-Ḥijr), és un lloc en ruïnes al nord-oest de l'Aràbia Saudita, que correspon a l'Egra de Ptolemeu i l'Hegra de Plini el Vell. La travessa el ferrocarril del Hijaz. En queden restes de la muralla i algunes construccions, molta ceràmica i algunes tombes. Hi ha també diverses inscripcions en àrab, arameu, thamúdic, nabateu, mineu, lihyanita, hebreu, grec i llatí.
Pel que se sap, durant el període dels nabateus fou quasi tan important com Petra. L'Alcorà diu que estava habitada per un poble pagà, els thamud, entre els quals va predicar el profeta Sàlih i, en no ser escoltat, Déu va castigar la ciutat amb un terratrèmol que la destruir; però els geòlegs no n'han trobat proves. Els àrabs consideren al-Hijr com el lloc on Abraham va rebre ordre de Déu d'abandonar la seva dona Agar i el seu fill Ismael, que hi estarien enterrats. Tot i la seva importància, va anar declinant i, al segle vii, Mahoma considerava la regió com a maleïda; al segle x, era un llogaret amb pocs habitants. Modernament, fou visitada per C. M. Doughty i posteriorment per altres europeus.